# John Rambo (film)
John Rambo – czwarty film fabularny z serii o losach tytułowego weterana wojny w Wietnamie, Johna Rambo. Sylvester Stallone zagrał główną rolę, a także wyreżyserował film. Obraz zarobił ponad 113 mln dolarów.

## Fabuła
Akcja filmu rozpoczyna się w Tajlandii, gdzie John Rambo zostaje wynajęty przez grupę chrześcijańskich misjonarzy, aby przewiózł ich na drugą stronę rzeki do targanej wojną domową Birmy. Chcą oni nieść pomoc represjonowanej tam ludności kareńskiej. Po wydarzeniach, w których kilku misjonarzy zostaje uwięzionych przez sadystycznych birmańskich żołnierzy, Rambo wraz z grupą najemników wyrusza by uratować ofiary. Na miejscu okazuje się, że grupa ma przeciw sobie batalion armii rządowej. Rambo i jego towarzysze, prowadzeni przez jednego z partyzantów kareńskich decydują się uwolnić przetrzymywanych tam w nieludzkich warunkach więźniów. Cały film ukazuje okrucieństwo, jakie stosuje na niewinnych cywilach rządowa armia Birmy.

## Obsada
- Sylvester Stallone – John J. Rambo
- Julie Benz – Sarah Miller
- Paul Schulze – Michael Burnett
- Matthew Marsden – Schoolboy
- Graham McTavish – Lewis
- Tim Kang – En-Joo
- Rey Gallegos – Diaz
- Jake LaBotz – Reese
- Maung Maung Khin – komandor z Birmy
- Ken Howard – pastor Arthur Marsh

## Produkcja
Zdjęcia kręcono w Tajlandii (Chiang Mai), Mjanmie (rzeka Saluin), Meksyku, Arizonie (Bowie) i Kalifornii (Palmdale).